# De Kok (molen)
De Kok in Warmond is een in 1809 gebouwde poldermolen aan de zuidzijde van de Dieperpoel op een eiland in de Kagerplassen. De molen is sinds 1 januari 2005 eigendom van het Hoogheemraadschap van Rijnland. Hij bemaalt, tegenwoordig op vrijwillige basis, de Tuinder- of Kogjespolder.
De Kok is een kleine molen die nooit bewoond is geweest. Binnen is te zien dat er ooit een schoorsteen in de wand gemetseld is geweest. Opvallend voor deze kleine molen is dat het scheprad zich in de molen bevindt, waardoor de ruimte op de begane grond erg klein is.
De molen heeft de status van rijksmonument.
| Mediabestanden Commons heeft media  bestanden in de categorie Molen De Kok . |